# Ribeira do Piauí
Ribeira do Piauí is een gemeente in de Braziliaanse deelstaat Piauí. De gemeente telt 4.252 inwoners (schatting 2009).